# Constantin Crăiniceanu
Constantin Crăiniceanu (n. 1875 – d. 31 martie/13 aprilie 1917) a fost un ofițer român, comandant al Regimentului 25 Infanterie în timpul Primului Război Mondial, executat pentru trădare în calitate de complice al colonelului dezertor Alexandru D. Sturdza.

## Biografie
Era fiul generalului Grigore Crăiniceanu (1852-1935), șeful Marelui Stat Major al Armatei Române (1 aprilie 1907 – 1 noiembrie 1909), ministrul apărării naționale (1 noiembrie 1909 – 28 decembrie 1910) și comandant al Armatei a 2-a (26 august - 26 septembrie 1916), și nepotul generalului Constantin Prezan, șeful Marelui Cartier General (5 decembrie 1916 - 1 aprilie 1918, 28 octombrie 1918 - 20 martie 1920).
În anii 1914-1916 maiorul Crăiniceanu a fost atașat militar la Atena, fiind racolat în acea perioadă de serviciile secrete germane. A fost înaintat apoi, în 1916, la gradul de locotenent-colonel și numit comandant al Regimentului 25 Infanterie. Coloneii Alexandru D. Sturdza (fost comandant al Diviziei 8 Infanterie) și Constantin Crăiniceanu erau considerați „podoaba Armatei” de către generalul Eremia Grigorescu (comandantul Corpului IV Armată și superiorul lor ierarhic), care cerea menținerea lor pe front „în interesul aparărei naționale”.

### Trădarea
Crăiniceanu a cunoscut intenția de dezertare la inamic a colonelului Alexandru D. Sturdza (fost comandant al Diviziei 8 Infanterie) în noaptea de 23-24 ianuarie/5-6 februarie 1917 și a convenit să se întâlnească cu el în ziua de 28 ianuarie/10 februarie 1917. Conform planului, după întâlnire, Crăiniceanu trebuia să distrugă liniile telefonice, să-i aresteze pe ofițerii ruși atașați pe lângă regimentul său și să treacă cu trupele sale în liniile germane.
Întrevederea a avut loc între linii, în pădurea de pe dealul Cârlan, iar colonelul Sturdza i-a cerut să pună în aplicare planul prestabilit în seara aceleiași zile. Colonelul Crăiniceanu a primit un sul de manifeste prin care militarii români erau îndemnați să treacă la inamic; spera să-și convingă trupele din subordine să treacă la germani pentru ca exemplul său să fie urmat și de alte unități români. Întorcându-se de la întâlnirea cu Sturdza, el a fost surprins de o patrulă românească în zona punctului Paltin, la cota 779, și a fost apoi arestat. Generalul Alexandru Averescu, comandantul Armatei a 2-a, îl considera un ofițer „cu calități incontestabile, dar de sigur cu mințile turburate de zguduirile războiului”, al cărui act de trădare era „o pagină urâtă” pentru Armata Română.

### Ancheta
Generalul Averescu i-a interogat în zilele de 30 și 31 ianuarie (12 și 13 februarie s.n.) 1917 pe soldații și ofițerii care avuseseră relații cu colonelul Sturdza, după dezertarea acestuia, inclusiv pe colonelul Crăiniceanu. Potrivit comandantului Armatei a 2-a, colonelul Crăiniceanu s-a încurcat în răspunsuri și, neputând să-și justifice gestul, a susținut că actul său de trădare era „o copilărie necugetată” și a încercat să-l convingă pe Averescu să nu dea curs cercetării penale. Concluzionând, generalul l-a catalogat drept „un adevărat inconștient”.
Dornic să evite scandalul, Averescu i-a scris generalului Crăiniceanu, rugându-l să vină la Bacău pentru a vorbi cu fiul său și a-l convinge să se sinucidă pentru a nu fi condamnat la pedeapsa capitală. Generalul Crăiniceanu a refuzat să vină și a răspuns pe 5/18 februarie 1917 că între datoria față de patrie și fiul său el nu ezită a alege să-și facă datoria. Procesul s-a judecat pe 25 februarie 1917, iar Consiliul de război al Armatei a 2-a i-a condamnat pe colonelul Sturdza și pe lt. Constantin Wachmann la moarte (în contumacie) și la degradare militară, iar pe colonelul Crăiniceanu la 15 ani muncă silnică, ceea ce l-a determinat pe Averescu să considere sentința ca fiind „monstruoasă” prin faptul că pentru aceeași vină un soldat simplu era condamnat la pedeapsa cu moartea.
Procesul a fost revizuit ulterior, la insistența lui Averescu, de către Consiliul de război al Armatei 1, care l-a condamnat pe colonelul Crăiniceanu la pedeapsa cu moartea. Crăiniceanu a fost executat în fața foștilor subordonați în ziua de 31 martie/13 aprilie 1917, în Vinerea Mare. Înainte de execuție, a sărutat drapelul României și a refuzat să fie legat la ochi.

## Reprezentare în film
Trădarea coloneilor Sturdza și Crăiniceanu, inclusiv procesul și executarea ultimului, a fost reprezentată în filmul Triunghiul morții (1999) al lui Sergiu Nicolaescu, în care rolurile lor au fost interpretate de actorii Ștefan Velniciuc și Cristian Șofron.